# Miejski Ośrodek Sportu i Rekreacji w Sanoku

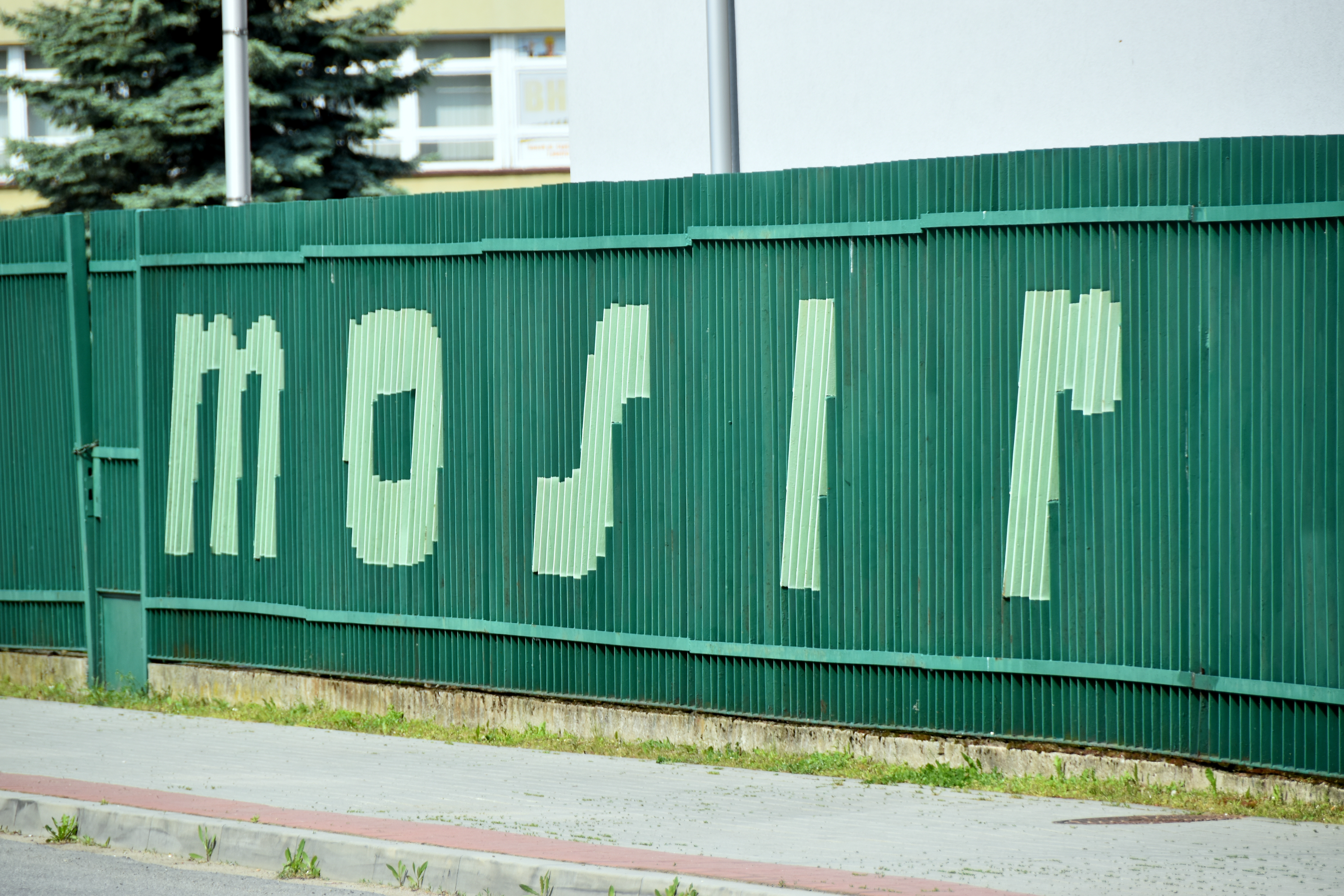
Motyw MOSiR na ogrodzeniu stadionu „Wierchy”

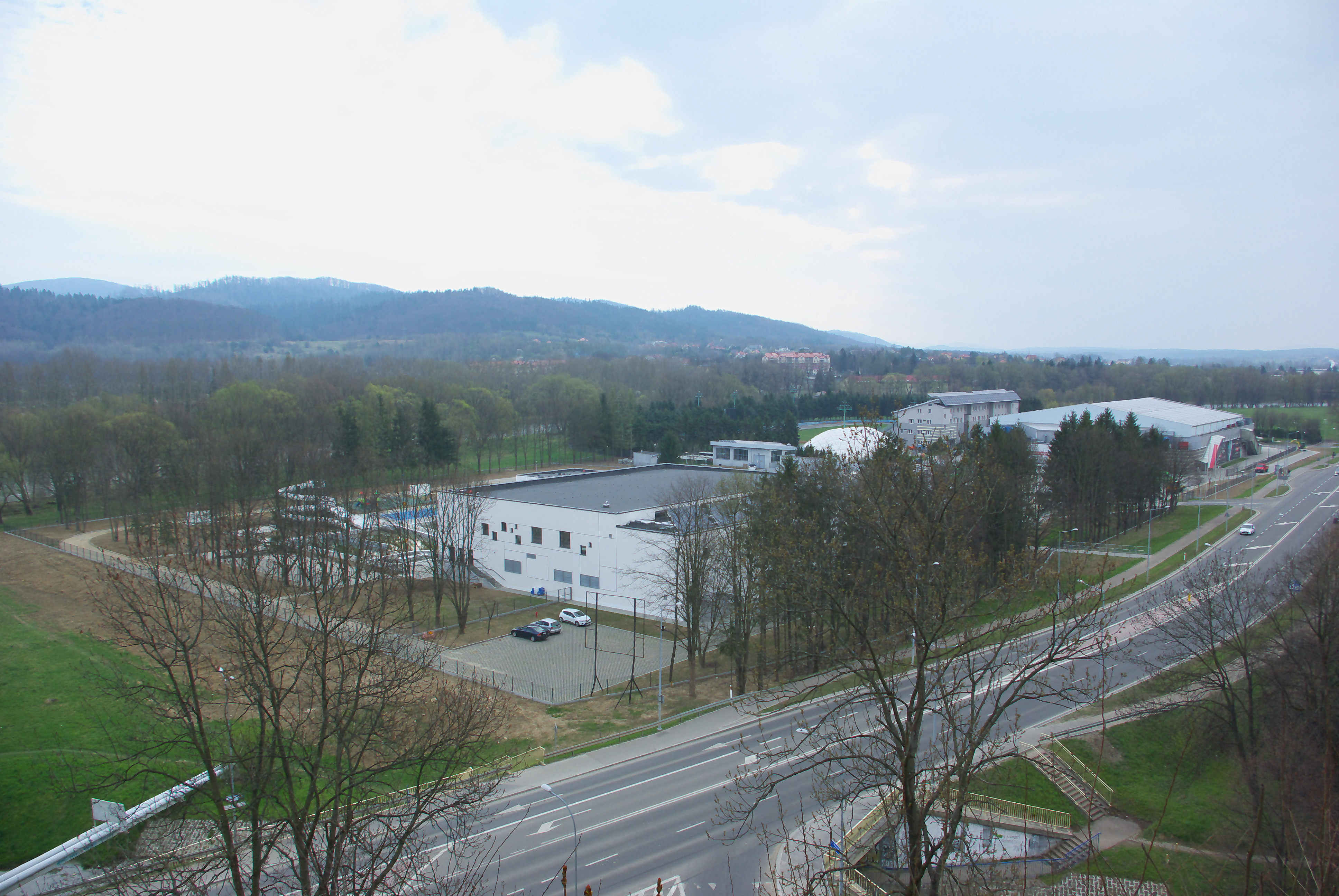
Kompleks MOSiR Sanok w 2019

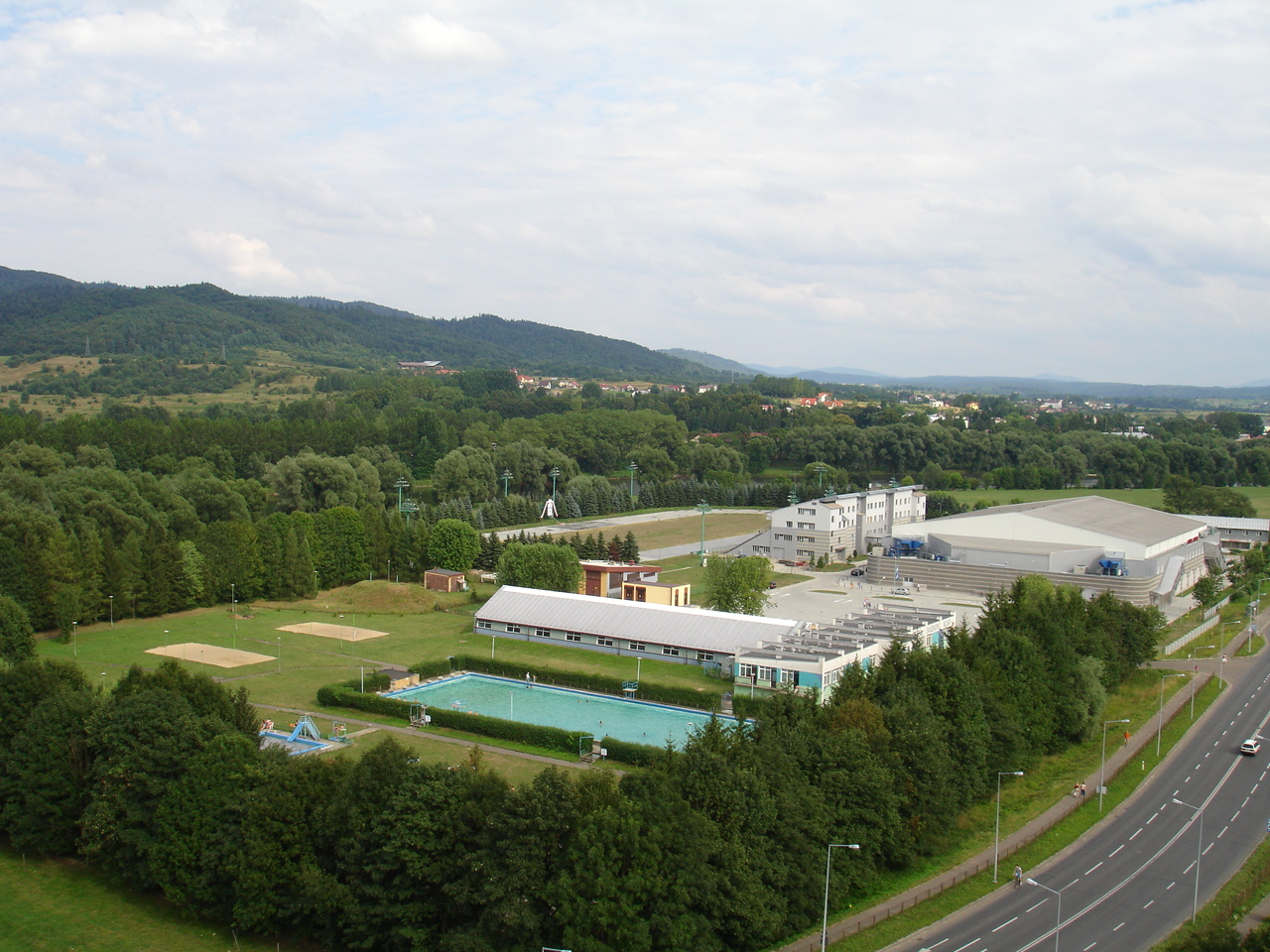
Kompleks MOSiR Sanok w 2006

Miejski Ośrodek Sportu i Rekreacji w Sanoku (MOSiR) – jednostka budżetowa zajmująca się krzewieniem kultury fizycznej, sportu i rekreacji w Sanoku.

## Historia
Miejski Ośrodek Sportu i Rekreacji w Sanoku powstał w połowie lat 60. XX wieku. Ośrodek sportowo-rekreacyjny został zlokalizowany w dzielnicy Błonie na obszarze 18 ha między rzeką San a ul. Wojska Polskiego, gdzie dotąd istniała tzw. „dzika plaża”. Przy pracach jako działach udzielał się Józef Baszak. Pierwszym kierownikiem jednostki został mianowany Zbigniew Staruchowicz. MOSiR był przeznaczony do celu realizacji imprez sportowo rekreacyjnym, turniejów i zawodów oraz przekazywania obiektów do korzystania szkołom i zakładom pracy.
Pierwotnie MOSiR w Sanoku funkcjonował pod adresem Aleje Wojska Polskiego. Obecnie działa pod adresem ul. Królowej Bony 4.
Dyrektorami MOSiR byli: Jan Wydrzyński (od 1991), Grzegorz Wysocki (od 2000), Damian Delekta (2005-2015), Tomasz Matuszewski (2015-2018). Tomasz Lasyk (2019-2021). W 2021 nowym dyrektorem został wybrany Bogusław Rajtar.

## Obiekty
W przeszłości w otoczeniu siedziby MOSiR istniał szereg składowych jednostek turystyczno-rekreacyjnych. Wśród nich było pole namiotowe, w latach 90. mające powierzchnię 5743 m², mogło pomieścić 200 osób. Utworzono także autocamping, w 1991 liczący 30 miejsc (planowano 90 miejsc). W latach 90. autocamping liczył już 44 stanowiska caravaningowe oraz 25 stanowiska dla turystów z namiotami. Istniał także budynek recepcyjno-socjalny (recepcja, świetlica, bufet, kuchnia turystyczna oraz pokoje noclegowe na 27 miejsc) oraz budynek higieniczno-sanitarny (sanitariaty, umywalnie, natryski, stanowiska do prania i prasowania). Ponadto w tym miejscu dostępne były kuchnia turystyczna, sauna, natryski, pole namiotowe. W siedzibie uruchomiono także wypożyczalnię sprzętu turystycznego (funkcjonująca od 1969).

### Stadion
Do MOSiR przynależy stadion sportowy „Wierchy”, położony przy ul. Żwirki i Wigury 10. Obiekt został wyposażony w murawę piłkarską, bieżnię lekkoatletyczną oraz urządzenia pomocnicze, w tym salę gimnastyczną i siłownię, ulokowane w budynku stanowiącym trybunę.

### Tor lodowy
Do MOSiRu należy sztucznie mrożony tor jazdy szybkiej „Błonie”, otwarty w 1980. Zgodnie z przeznaczeniem był czynny w okresie jesienno-zimowym od listopada do marca.

### Baseny
Pierwotnie istniał zespół basenów krytych i otwartych, z których baseny kryte były otwarte całorocznie, zaś basen odkryty wyłącznie w okresie letnim od 15 czerwca do 11 września. Wymiar basenu krytego wynosił 25 x 10 m, obok niego stworzono brodzik o wymiarach 10 x 6 m. W budynku basenu działała kawiarnia „Wodnik”. Basen otwarty miał wymiary 50 x 20 m i miał charakter olimpijski oraz był podgrzewany. Powstał też teren do plażowania.
W miejscu uprzednio istniejącego zespołu basenów kąpielowych powstał kompleks pod nazwą Centrum Rehabilitacji i Sportu, otwarte 13 października 2018, w skład którego weszły: 8-torowy basen sportowo-rehabilitacyjny o charakterze krytym, gabinety odnowy biologicznej, pomieszczenia do rehabilitacji i masażu, zaplecza sanitarno szatniowe, basen rehabilitacyjny i sportowy o charakterze zewnętrznym, siłownia, boiska do piłki plażowej.

### Hotel
W budynku MOSiRu (stanowiącym jednocześnie trybunę dla toru lodowego) została ulokowana administracja tej jednostki oraz hotel „Błonie”. W hotelu stworzono łącznie 65 miejsc noclegowych, w tym pokoje 2-, 3-, 4- i 6-cioosobowe. Ponadto w budynku utworzono salę konferencyjną, restaurację, pralnię. W obiekcie powstał również Klub Olimpijczyka.
W późniejszym czasie został utworzony Dom Sportowca, liczący 32 pokoje z 73 miejscami noclegowymi

### Hala z lodowiskiem
Do MOSiRu należy Arena Sanok – hala widowiskowo-sportowa ze sztucznym lodowiskiem, otwarta w 2006.

### Inne obiekty
Do MOSiRu przynależały także place zabaw, tereny rekreacyjne i boiska do gier sportowych, położone na terenach zielonych, leżących na zachód od basenów, nad Sanem u podnóża wzgórza zamkowego. Ponadto od strony wschodniej istnieją dwie koliby karpackie, zaś przy torze lodowym umieszczono kryte korty tenisowe z trzema kortami. Pod nadzorem MOSiR pozostaje także ośrodek wypoczynkowo-rekreacyjny „Sosenki”, położony po drugiej stronie Sanu. Od 2000 MOSiR administrował lodowiskiem Torsan, a po jego likwidacji także parkingiem ulokowanym na płycie tego obiektu.
W 1975 zapowiadano wybudowanie na Sanie progu podnoszące poziom wody na obszarze ok. 3 km. Dzięki temu miał powstać zalew, przystań, molo, hangary na kajaki, hotel. Ośrodek miał być oddzielony od rzeki wałem. W 1975 planowano też budowę hali widowiskowo-sportowej, miasteczka ruchu drogowego dla dzieci, powstanie pola kempingowego, placu cyrkowego i dla wesołego miasteczka, zespołu boisk do sportów drużynowych, parkingu.